# Melanie Mettler

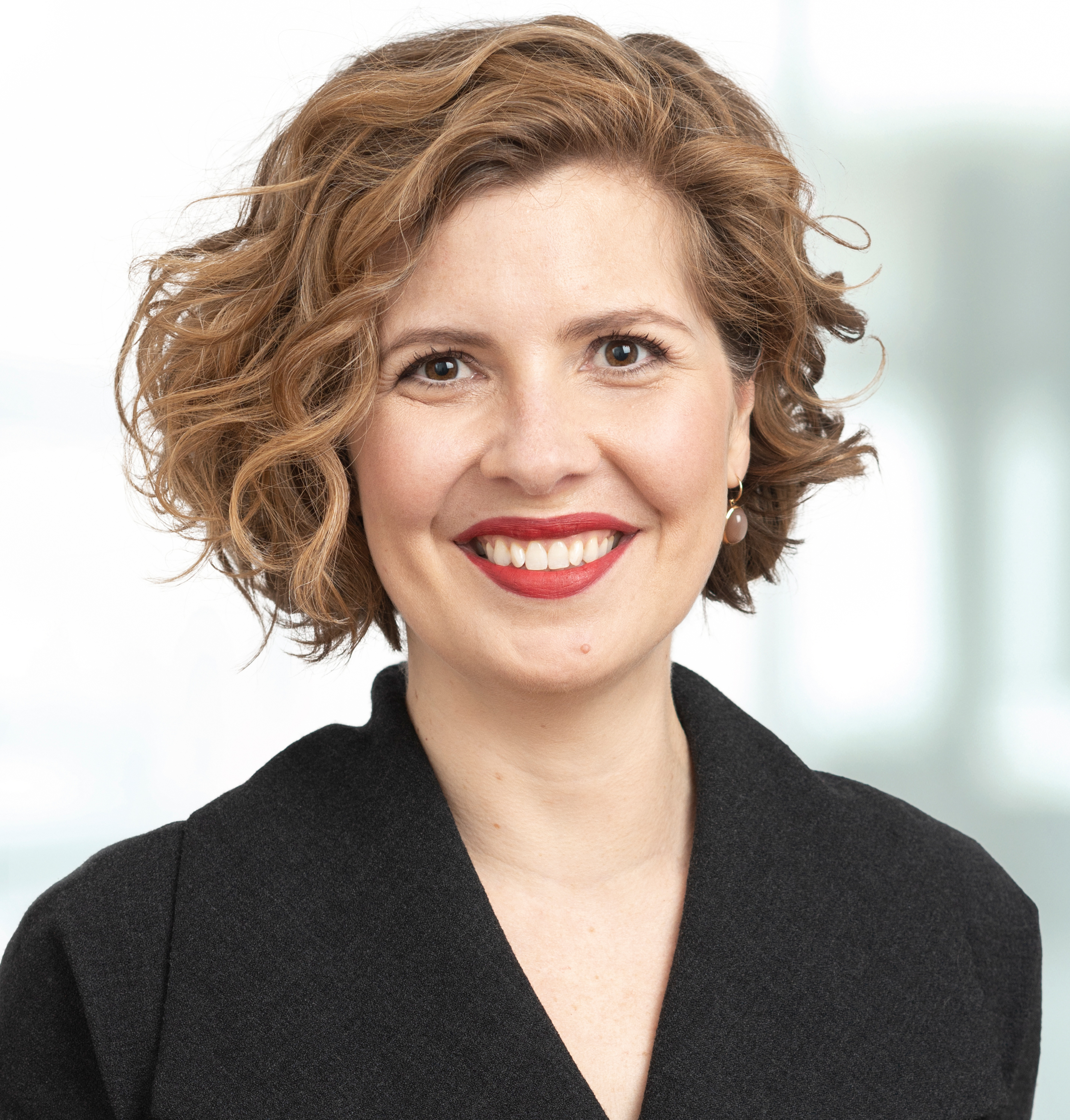
Melanie Mettler (2019)

Melanie Nicole Mettler (* 3. Dezember 1977 in Bern, heimatberechtigt in Wichtrach) ist eine Schweizer Politikerin (GLP). Von 2019 bis 2025 war sie Mitglied des Nationalrats. Seit 2021 ist sie Vizepräsidentin der GLP Schweiz. 2024 wurde sie in den Gemeinderat der Stadt Bern gewählt und steht dort seit Anfang 2025 der Direktion für Finanzen, Personal und Informatik (FPI) vor.

## Ausbildung und Beruf
Melanie Mettler hat Literaturwissenschaften, analytische Philosophie und Sprachwissenschaften studiert und promovierte anschliessend in Anglistik mit einer kulturwissenschaftlichen Untersuchung zu kosmopolitischen Werten in der Literatur.
Beruflich ist sie Co-Geschäftsleiterin eines Informationsportals für Arbeitgeber zur beruflichen Integration. Sie war während sieben Jahren Dozentin und Beraterin am World Trade Institute, einem interdisziplinären Forschungs- und Aus- und Weiterbildungsinstitut der Universität Bern im Bereich Welthandelsregulierung. Als Beraterin für Soziale Innovation hat sie die Plattform Soziale Innovation Bern Accelerator (SIBA) mitbegründet und ist heute deren Co-Präsidentin. Sie ist zudem Mitgründerin des Crowdfunding-Projekts Sunraising, das Community-Solar-Anlagen in Stadtberner Quartieren finanziert. Sie ist Co-Präsidentin des Berner Kulturzentrums Dampfzentrale und Vorstandsmitglied der überparteilichen Vereinigung Neue Helvetische Gesellschaft.

## Politische Tätigkeit
Als erstes politisches Amt hat Melanie Mettler von 2010 bis 2013 den Mittelbau in der Philosophisch-historischen Fakultät der Universität Bern vertreten. Ab 1. Januar 2013 war sie Mitglied im Berner Stadtrat (Stadtparlament), wo sie verschiedene parlamentarische Funktionen übernahm: Unter anderem war sie vom 10. Januar 2013 bis am 13. Januar 2016 Mitglied der Agglomerationskommission, vom 16. Januar 2014 bis am 14. Januar 2015 amtete sie als deren Präsidentin. Vom 14. Januar 2016 bis am 20. September 2017 war sie Mitglied der Kommission für Planung, Verkehr und Stadtgrün. Von 2013 bis 2019 präsidierte sie die Fraktion der Grünliberalen und Jungen Grünliberalen im Berner Stadtrat (bis Ende 2016 zusammen mit Peter Amman). Ihre politischen Schwerpunkte sind die Stadtentwicklung, Verkehr und die Energiewende. 2016 wurde sie im Amt als Berner Stadträtin bestätigt, zudem kandidierte sie erfolglos für den Berner Gemeinderat (Exekutive). Melanie Mettler wurde anlässlich der Nationalratswahlen 2019 in den Nationalrat gewählt. Sie hatte während ihrer gesamten Amtsdauer Einsitz in der Kommission für soziale Sicherheit und Gesundheit; zudem war sie von 2021 bis 2023 Mitglied der Sicherheitspolitischen Kommission. An der Delegiertenversammlung der glp Schweiz vom 6. Februar 2021 wurde sie zu deren Vizepräsidentin gewählt, wo sie auch Einsitz in der Geschäftsleitung nahm. In den Parlamentswahlen 2023 wurde sie bestätigt.
Am 24. November 2024 wurde Melanie Mettler in den Gemeinderat der Stadt Bern gewählt. Seit dem 1. Januar 2025 steht sie der Direktion für Finanzen, Personal und Informatik der Stadt Bern vor. Per 3. März 2025 hat sie den Rücktritt aus dem Nationalrat erklärt. Als Nachfolgerin ist Fabienne Stämpfli für sie nachgerückt.

## Persönliches
Melanie Mettler lebt in der Stadt Bern.